# Make (revista)
Make o MAKE (del inglés Hacer) es una revista bimestral estadounidense  publicada por Media Maker que se centra en proyectos hágalo usted mismo (DIY) y / o DIWO (hágalo con otros) relacionados con las computadoras, la electrónica, la robótica, la metalurgia, incluyendo los vehículos, la madera y otras disciplinas.
La revista se comercializa para las personas que disfrutan haciendo cosas y cuenta con proyectos complejos que a menudo pueden ser completados con materiales baratos, incluyendo artículos para el hogar. La revista Make está considerada "un órgano central del movimiento hacedor".